# Le Roi des Champs-Élysées
Pour plus de détails, voir Fiche technique et Distribution.
Le Roi des Champs-Élysées est un film français réalisé par Max Nosseck sorti en janvier 1935, dans lequel joue Buster Keaton. Il y tient deux rôles, celui d'un aspirant acteur et celui d'un gangster américain. Le gag final montre Keaton le pince-sans-rire s'épanouir dans un grand sourire après avoir été embrassé. C'est le seul long métrage tourné en France par Buster Keaton.
La plupart des dialogues en français de Keaton sont doublés. Le film n'est jamais sorti en salle aux États-Unis.

## Fiche technique
- Titre : Le Roi des Champs-Elysées
- Réalisation : Max Nosseck, supervisé par Robert Siodmak
- Assistant réalisateur : René Montis
- Scénario et dialogues : Arnold Lipp et Yves Mirande
- Décors : Jacques-Laurent Atthalin et Hugues Laurent
- Photographie : Robert Lefebvre
- Montage : Jean Delannoy
- Musique : Joe Hajos
- Chorégraphie : Floyd du Pont
- Société de production : Néro Films
- Directeur de production : Seymour Nebenzal
- Distribution : Les Films Paramount
- Lieu du tournage : Paris
- Pays d'origine :  France
- Langue : français
- Format : Noir et blanc - 1,37:1 - son Mono - 35 mm
- Genre : Comédie
- Durée : 70 minutes
- Date de sortie : 
  - France : 14 janvier 1935

## Distribution
- Buster Keaton : Buster Garner / Jim le Balafré
- Paulette Dubost : Germaine
- Madeleine Guitty : Mme Garnier
- Colette Darfeuil : Simone
- Jacques Dumesnil : un gangster
- Raymond Blot
- Lucien Callamand
- Paul Clerget
- Gaston Dupray
- Jim Gérald
- Franck Maurice
- Pierre Piérade
- Henri Prestat